# Paola Ricci Sindoni
Paola Ricci Sindoni (Arezzo, 1950) è una filosofa italiana.

## Attività accademica e associativa
È autrice di saggi sul pensiero di Karl Jaspers e Hannah Arendt, nonché esperta sull'ebraismo  e la mistica del XX secolo, con particolare riguardo alle figure di Franz Rosenzweig
, Adrienne von Speyr, Simone Weil, Edith Stein e Abraham Joshua Heschel. 
Dopo aver fatto parte del  Comitato Nazionale di Bioetica è stata tra i fondatori ed ha presieduto per vari anni Scienza & Vita, una associazione attiva dal 2005 in Italia sui temi della bioetica , della quale è condirettore scientifico della collana Quaderni di Scienza & Vita.
In qualità di presidente di tale associazione ha tra l'altro preso posizione a favore della c.d. legge "Dopo di noi" (L. nº 112 del 22 giugno 2016). Viene inoltre considerata in ambito cattolico una esperta della condizione giovanile.

## Opere
- I confini del conoscere. Jaspers dalla psichiatria alla filosofia, Napoli, Giannini, 1980.
- Arte e alienazione. Estetica e patografia in Jaspers, Napoli, Giannini, 1984.
- Prigioniero di Dio. Franz Rosenzweig (1886-1929), Roma, Studium, 1989, ISBN 88-382-3601-1.
- Sulle tracce di Abramo. Storia e memoria nell'ebraismo contemporaneo, Messina, Intilla, 1990.
- Hannah Arendt. Come raccontare il mondo, Roma, Studium, 1995, ISBN 88-382-3726-3.
- Adrienne von Speyr (1902-1967). Storia di una esistenza teologica, Torino, SEI, 1996, ISBN 88-05-05527-1.
- Filosofia e preghiera mistica nel Novecento. Edith Stein, Simone Weil e Adrienne von Speyr, Bologna, EDB, 1997, ISBN 88-10-41112-9.
- Heschel. Dio è pathos, Padova, Messaggero, 2002, ISBN 88-250-1150-4.
- La preghiera è mondo. Adrienne von Speyr, presentazione di Jacques Servais, Città del Vaticano, LEV, 2003, ISBN 88-209-7447-9.
- Bioetica e religioni (PDF), in Il Comitato Nazionale per la Bioetica: 1990-2005 - Quindici anni di impegno, Presidenza del consiglio dei ministri, 2005.
- Etica della consegna e profetismo biblico. Geremia, Ezechiele, Giona, Abacuc, Tobia, Roma, Studium, 2007, ISBN 978-88-382-4014-0.
- La filosofia ebraica nel Novecento, Roma, Spazio tre, 2007, ISBN 88-7840-039-4.
- Franz Rosenzweig. L'altro, il tempo e l'eterno, Roma, Studium, 2012, ISBN 978-88-382-4146-8.
- Viaggi intorno al Nome. Percorsi e figure dell'ebraismo contemporaneo, Firenze, Le Lettere, 2012, ISBN 978-88-6087-478-8.
- Filosofia della vita quotidiana. Parole, persone, storie, Siena, Cantagalli, 2013, ISBN 978-88-8272-946-2.
- L'Altro, Padova, Messaggero, 2015, ISBN 978-88-2503-882-8.